# Schallbach
Schallbach è un comune tedesco di 709 abitanti, situato nel land del Baden-Württemberg.